# والتر لیسر
والتر لیسر (انگلیسی: Walter Leiser؛ ۴ مهٔ ۱۹۳۱ – ۹ دسامبر ۲۰۲۳) ورزشکار روئینگ اهل سوئیس بود.
وی در مسابقات کشوری و بین‌المللی در مجموع برندهٔ ۱ مدال نقره و ۱ مدال برنز شده‌است.